# Penny Toler
Pour les articles homonymes, voir Toler.
Penny Toler (de son nom originel Virginia Toler), née le 24 mars 1966 à Washington D.C, est une joueuse de basket-ball féminin américaine. Elle en 2013 la manager générale de la franchise WNBA Sparks de Los Angeles.

## Biographie
Dans sa jeunesse, son modèle de jeu est Isaiah Thomas et les Pistons de Détroit. Elle est formée à San Diego State puis, après une année redshirt, aux 49ers de l'Université d'État de Californie à Long Beach, où elle est nommée All-American. Son équipe accède deux fois au Final Four NCAA en 1987 et 1988. Son coach Joan Bonvicini la considère comme une des toutes meilleures joueuses universitaires. En 1995, elle est introduite au Hall of Fame de l'université. En senior, son équipe remporte ses rencontres par un écart moyen de 23 points alors que son jeu flamboyant attire une nouvelle attention sur la discipline. Son maillot, le numéro 4, à Long Beach State est retiré lors d'une cérémonie commune avec sa ex-coéquipière Cindy Brown, numéro 53. En 2012, elle est l'une des trois joueuse à plus de 2 000 points (2 193 pour 21,7 points de moyenne), elle est la meilleure passeuse en carrière avec 513 passes décisives  et sur une saison (237 en 1986-1987).
Faute de ligue professionnelle, elle joue huit années à l'étranger, dont cinq saisons en Italie  (Ferrara, Montecchio, Pescara...), où elle est distinguée une fois meilleure scoreuse du championnat, deux fois meilleure passeuse et une fois meilleure joueuse du All-Star Game, deux en Grèce (Sporting Flash) et une en Israël (Ramat Hasharon). 
Lors de la fondation de la WNBA, elle est une meneuse allouée aux Sparks de Los Angeles lors de la draft WNBA 1997. Lors des entraînements de l'équipe, un vigile lui refuse l'accès de la salle faute de la reconnaître avant qu'une coéquipière ne détrompe le gardien.
Elle est la joueuse qui inscrit le premier panier lors du match inaugural de la ligue, le 21 juin 1997 contre le Liberty de New York au Great Western Forum, puis réussit aussi les premiers lancers francs. Le premier tir est de son équipière Daedra Charles, mais il est manqué. Elle forme équipe avec Lisa Leslie. Elle prend sa retraite sportive en novembre 1999 pour devenir manager des Sparks, contribuant à réunir l'équipe sacrée championne en 2001 et 2002. Elle négocie des transferts remarqués comme celui entraînant l'arrivée de Chamique Holdsclaw des Mystics aux Sparks en 2005, puis de la rookie de l'année en titre Temeka Johnson l'année suivante. Son maillot numéro 11 est retiré par les Sparks.
Le 20 juillet 2014, elle remplace Carol Ross (10 victoires - 12 défaites) en tant qu'entraîneuse des Sparks pour la fin de saison.  En octobre 2019, elle est remerciée de son poste de manageuse générale qu'elle occupait depuis 2014.

## Carrière

### Université
- 1984-1985 : Aztecs de San Diego State
- 1986-1989 : 49ers de Long Beach State

### Europe
- 1989-1990 :  Ferrara

### WNBA
- 1997-1999 : Sparks de Los Angeles

### Entraîneuse
- 2014 : Sparks de Los Angeles

## Palmarès

### Distinctions personnelles
- Kodak All-America (1988, 1989)[9]
- Pacific Coast Athletic Association Player of the Year (1988, 1989)[9]
- Co-Player of the Year[9]
- Record de passes de Long Beach State (513)[9]
- Record d'adresse aux lancers francs de Long Beach State (79,5%)[9]
- Son maillot (4) est retiré à Long Beach State[5]
- Son maillot 11 est retiré aux Sparks[2]

## Statistiques
| Année  | Équipe | G  | GS | Mon.  | FGM | FGA | FTM | FTA | 3PTM | 3PTA | REB | AST | STL | TO  | BLK | Pts |
| 1997   | LA     | 28 | 28 | 907   | 144 | 338 | 73  | 87  | 7    | 38   | 94  | 143 | 36  | 107 | 3   | 368 |
| 1998   | LA     | 30 | 30 | 945   | 145 | 349 | 55  | 74  | 25   | 60   | 106 | 143 | 32  | 101 | 3   | 370 |
| 1999   | LA     | 30 | 4  | 427   | 51  | 150 | 39  | 45  | 2    | 13   | 43  | 66  | 13  | 40  | 0   | 143 |
| Totals |        | 88 | 62 | 2,279 | 340 | 837 | 167 | 206 | 34   | 111  | 243 | 352 | 81  | 248 | 6   | 881 |

Moyennes en saison régulière WNBA 
| Année | Équipe | Min. | FG%  | FT%  | 3PT% | REB | AST | STL | TO  | BLK | Pts  |
| 1997  | LA     | 32.4 | .426 | .839 | .184 | 3.4 | 5.1 | 1.3 | 3.8 | 0.1 | 13.1 |
| 1998  | LA     | 31.5 | .415 | .743 | .417 | 3.5 | 4.8 | 1.1 | 3.4 | 0.1 | 12.3 |
| 1999  | LA     | 14.2 | .340 | .867 | .154 | 1.4 | 2.2 | 0.4 | 1.3 | 0.0 | 4.8  |
| Total |        | 25.9 | .406 | .811 | .306 | 2.8 | 4.0 | 0.9 | 2.8 | 0.1 | 10.0 |

Totaux en play-offs WNBA 
| Année | Équipe | G | GS | Min. | FGM | FGA | FTM | FTA | 3PTM | 3PTA | REB | AST | STL | TO | BLK | Pts |
| 1999  | LA     | 4 | 0  | 42   | 4   | 12  | 2   | 4   | 0    | 1    | 6   | 2   | 2   | 3  | 0   | 10  |

Moyennes en play-offs WNBA 
| Année | Équipe | Min. | FG%  | FT%  | 3PT% | REB | AST | STL | TO  | BLK | Pts |
| 1999  | LA     | 10.5 | .333 | .500 | .000 | 1.5 | 0.5 | 0.5 | 0.8 | 0.0 | 2.5 |